# Куценко, Виталий Данилович
Куценко Виталий Данилович (26 июня 1939, посёлок Мартовая) — украинский дирижёр. заслуженный деятель искусств Украины (2005), заслуженный деятель искусств Марийской АССР (1974).

## Биография
Отец — Куценко Даниил Тимофеевич (1914) — лётчик-испытатель. Мать — Великородная Мария Михайловна — учитель языка и литературы.
Виталий Куценко заслуженный деятель искусств Украины, видный деятель культуры и искусства Украины, продолжатель традиций ленинградской школы дирижирования. Н. С. Рабиновича (1968) и И. Э. Шермана Ленинградская , и аспирантуру Казанской консерватории у профессора, народного артиста РСФСР, Н. Г. Рахлина.
Лауреат государственной премии Марийской АССР (1973) и заслуженный деятель искусств Марийской АССР (1974).
В 1977 году стал главным дирижёром Государственного Академического театра оперы и балета им. М. Джалиля.
В 1982 году вместе с директором Татарского театра оперы и балета Рауфалем Мухаметзяновым основал Фестиваль оперного искусства им. Ф. И. Шаляпина.
С 1982 года — главный дирижёр Симфонического оркестра Томской филармонии.
С 1986 года — главный дирижёр и художественный руководитель Харьковской областной филармонии.
С 1985 года — постоянный дирижёр международных конкурсов им. Н. Лысенко, В. Горовца, В. Крайнева.
С 1997 года — главный дирижёр Харьковского Академического театра оперы и балета им. Н. В. Лысенко.
В 2010—2011 — приглашённый дирижёр в Оркестр Берлинской филармонии (Германия).
В 2010—2011 годах Председатель Государственной экзаменационной комиссии Харьковского национального университета искусств им. И. П. Котляревского.
До 2013 — и. о. профессора кафедры оперной подготовки и оперно-симфонического дирижирования Харьковского национального университета искусств им. И. П. Котляревского.

## Интересные факты
В 1982 году по инициативе Главного дирижёра Татарского академического государственного театра оперы и балета им. М. Джалиля Виталия Куценко и директора театра Рауфаля Мухаметзянова был учреждён Международный оперный фестиваль имени Ф. И. Шаляпина. Через некоторое время, по распоряжению Министерства культуры Виталия Куценко перевели в Томскую областную филармонию на должность главного дирижёра. Ныне фестиваль является одним из главных оперных саммитов в мире.

## Выступления, гастроли и коллективы
Выступления с солистами:
Скрипка: Б. Гутников, О. Крыса, Б. Которович, X. Ахтямова, Т. Гринденко, А. Корсаков, М. Яшвили, В. Пикайзен, И. Бочкова, В. Репин, В. Третьяков, В. Мулова, И. Ойстрах.
Альт: Ю. Башмет, М. Тененбаум.
Виолончель: Н. Шаховская, М. Уткин, И. Гаврыш, М. Хомицер, В. Фейгин, М. Тарасова, А. Рудин, Д. Шафран.
Фортепиано: В. Крайнев, Т, Николаева, Л. Тимофеева, Г. Соколов, В. Селивохин, Э. Анджапаридзе, Д. Башкиров, Е. Могилевский, Е. Малинин, А. Наседкин, В. Ересько. Р. Керер, С. Доренский, А. Слободяник, Н. Петров, Б. Петрушанский, Н. Штаркман.
Вокал: И. Архипова, Е. Райков, З. Соткилава, В. Пьявко, А. Эйзен, Т. Сорокина, Г. Калинина, Е. Мирошниченко, Б. Менжилкиев, А. Соловьяненко и др.
Орган: О. Цинтыньш, О. Киняев, О. Янченко.
Гастроли:
Россия, США, Германия, Польша, Голландия, Франция, Испания, Швейцария, Бельгия.
Коллективы:
- Государственный Академический симфонический оркестр СССР; 1974 г.
- Симфонический оркестр Скотсдейла США 2001 г.
- Государственный симфонический оркестр радио и телевидения Румынии; 2002 г.
- Симфонический оркестр Одесской филармонии 2004 г.
- Оркестр Берлинской Филармонии; 2010 г.
- Камерный оркестр филармонии Лейпцига, 2011 г.

## События в творческой жизни
- 1982 год. Томск — цикл концертов — «Весь Бетховен»; авторские концерты Народного артиста России, органиста и композитора Олега Янченко; первое в СССР исполнение концерта для альта с оркестром Уолтона. Солист Юрий Башмет.
- 1986 год. Первое исполнение в Харькове Симфонии N-13 Д. Д. Шостаковича с участием автора текста, поэтом Евгением Евтушенко.
- 1997 год. Харьков. Инициатор проведения популярных «Променад-концертов»; постановки на сцене ХАТОБа оперы Л. Колодуб «Поэт»; Дж. Верди «Набукко», Дж. Пуччини «Турандот», «Богема»; В. Моцарта «Свадьба Фигаро»;

## Наука
Автор научных трудов по дирижированию и вокальному искусству.

## Награды и звания
- 1973 — лауреат государственной премии Марийской АССР.
- 1974 — заслуженный деятель искусств Марийской АССР.
- 2005 — заслуженный деятель искусств Украины.
- 2006 — почётная грамота Харьковского горсовета.
- 2007, 2010 — премия им. Масельского.
- 2009 — высшая награда в Харьковской области Почётный знак «Слобожанская слава».